# Jan z Koszyczek
Jan z Koszyczek (Joannes de Coszycze; Johannes Nicolai de Koschycze; * vor 1490; † 1546) war ein polnischer Übersetzer.
Über die Lebensumstände Jan z Koszyczeks ist nur wenig bekannt. Er schrieb sich 1503 in die Krakauer Akademie ein und erhielt 1513 den Grad eines Bachelor. Vorrangig wurde er als Übersetzer von religiösen und Erbauungsschriften bekannt. So stammen von ihm die Übersetzungen Żywot świętej Anny... (1520) und Rozmowy, które miał król Salomon mądry z Marchołtem grubym a sprosnym, a wszakoż, jako o nim powiedają, barzo wymownym, z figurami i z gadkami smiesznymi (1521), zwei mittelalterliche Legenden, sowie Poncjan, który ma w sobie rozmaite powieści miłe barzo ku czcieniu, wzięte z rzymskich dziejów (um 1531), eine Sammlung teils bis ins 5. Jahrhundert zurückreichender Geschichten aus Asien und Europa. Letzteres Werk erlebte in Polen Neuauflagen bis zum frühen 20. Jahrhundert. Möglicherweise ist er auch Autor der auf den Gesta Romanorum basierenden Historie rzymskie (um 1540).

## Quelle
- Wirtualna Biblioteka Literatury Polskiej - Jan z Koszyczek

| Personendaten    | Personendaten                                      |
| ---------------- | -------------------------------------------------- |
| NAME             | Jan z Koszyczek                                    |
| ALTERNATIVNAMEN  | Joannes de Coszycze; Johannes Nicolai de Koschycze |
| KURZBESCHREIBUNG | polnischer Übersetzer                              |
| GEBURTSDATUM     | vor 1490                                           |
| STERBEDATUM      | 1546                                               |